# Thérèse Löf
Thérèse Löf, folkbokförd Marie Therese Löf Amberg, ogift Löf, född 8 juli 1970 i Sollentuna församling i Stockholms län, är en svensk sångerska som började sin sångkarriär i gruppen One More Time. Gruppen hade en stor hit med låten "Highland" 1992. Därefter har Thérèse Löf arbetat som körsångerska och dansare bakom flera svenska artister som Carola Häggkvist, E-type, Björn Skifs med flera. 
2005-2006 ingick Thérèse Löf i ensemblen till musikalen Mamma Mia! där hon bland annat var inhoppare för huvudrollen Donna.  
Thérèse Löf deltog i Melodifestivalen 1992 med låten "Ingenting går som man vill", som dock misslyckades med att ta sig vidare till andra omröstningsomgången. Hon har körat i Melodifestivalen, och i Melodifestivalen 2007 och Melodifestivalen 2008 ledde hon huskören.
Löf har arbetat med Sanna Nielsen.